# Kernel.org
kernel.org (カーネル・ドット・オーグ、カーネル・ドット・オルグ) は、Linuxカーネルのメインリポジトリであり、ソースコードの配布を行うウェブサイトである。

## ウェブサイト
ウェブサイトとリポジトリやバグ管理システムなどのカーネル開発に関係する資源は Linux Kernel Organization によって運営されており、カーネルの全てのバージョンを全てのユーザーが利用できるようにリポジトリを管理している。kernel.orgの主な目的は、カーネル開発者とLinuxディストリビューションのメンテナーが利用するリポジトリのホスティングを行うことであり、Linux Documentation Project (LDP) とCPANを含むその他のプロジェクトや、それらのミラーのホスティングも行っている。
2014年8月以降、kernel.orgが管理するGitリポジトリへのコミット時に二要素認証を義務付け、ソフトウェアトークンとハードウェアトークンの両方に対応することによって、セキュリティを強化した。

### 2011年の攻撃
2011年8月28日、kernel.orgが攻撃されていたことが判明した。攻撃者はシステムのルート権限を取得しており、スタートアップスクリプトにトロイの木馬を仕掛けた。kernel.orgの管理者は全てのサーバーで再インストールを行い、攻撃者が誰であるかを調査した。この攻撃は直後に発生したLinux FoundationとLinux.comへの攻撃と関連している可能性がある。
Gitはソースコードの整合性を保証するために設計されたフリーかつオープンソースの分散型バージョン管理システムであり、Linuxカーネルのソースコードに対する変更を追跡するために使用されている。このGitの特徴と、Linuxカーネルのソースコードが誰でも入手可能であり、世界中にリポジトリが存在することから、改竄が行われた場合でも、それを検証し復元することが非常に容易となっている。Gitが分散型バージョン管理システムであることから、kernel.orgが管理しているものはプライマリリポジトリではなく、カーネルのソースコードの配布を行う場所となっている。
2011年10月までにkernel.orgは一部サービスを除いて復旧した。
2016年8月28日、kernel.orgへのクラッキングを行った容疑でフロリダ州在住の27歳のプログラマーの男が逮捕された。